# Ricarville-du-Val
Ricarville-du-Val település Franciaországban, Seine-Maritime megyében. Lakosainak száma 193 fő (2022. január 1.). Ricarville-du-Val Les Grandes-Ventes, Osmoy-Saint-Valery és Saint-Vaast-d’Équiqueville községekkel határos.

## Népesség
A település népessége az elmúlt években az alábbi módon változott:
| Lakosok száma | 162  | 168  | 173  | 169  | 174  | 180  | 185  | 189  | 193  |
|               | 2013 | 2015 | 2016 | 2017 | 2018 | 2019 | 2020 | 2021 | 2022 |